# تغندیک
تغندیک یک روستا در ایران است که در بخش مرکزی شهرستان سربیشه واقع شده‌است. تغندیک ۱۰۲ نفر جمعیت دارد.